# 334 Chicago
334 Chicago este o planetă minoră (asteroid), cu un diametru de 198,77 km, din centura de asteroizi. A fost descoperită pe 23 august 1892 la Observatorul Königstuhl de Max Wolf și a fost numită după Chicago. 
Obiectul prezintă o orbită caracterizată de o semiaxă mare de 3,9201754703164 UAi, o excentricitate de 0,025093176203369, o înclinație de 4,641 ° în raport cu ecliptica.